# Combs-la-Ville
Combs-la-Ville település Franciaországban, Seine-et-Marne megyében. Lakosainak száma 22 712 fő (2022. január 1.). Combs-la-Ville Quincy-sous-Sénart, Tigery, Varennes-Jarcy, Brie-Comte-Robert, Évry-Grégy-sur-Yerre, Lieusaint és Moissy-Cramayel községekkel határos.

## Népesség
A település népességének változása:
| Lakosok száma | 22 086 | 22 154 | 22 393 | 22 383 | 21 811 | 21 627 | 21 657 | 22 240 | 22 712 |
|               | 2013   | 2015   | 2016   | 2017   | 2018   | 2019   | 2020   | 2021   | 2022   |